# Liste der Kulturdenkmäler in Wittgert
In der Liste der Kulturdenkmäler in Wittgert sind alle Kulturdenkmäler der rheinland-pfälzischen Ortsgemeinde Wittgert aufgeführt. Grundlage ist die Denkmalliste des Landes Rheinland-Pfalz (Stand: 21. Dezember 2021).

## Einzeldenkmäler
| Bezeichnung | Lage                                    | Baujahr                            | Beschreibung                                                                               | Bild                           |
| ----------- | --------------------------------------- | ---------------------------------- | ------------------------------------------------------------------------------------------ | ------------------------------ |
| Wohnhaus    | Brunnenstraße 8 Lage                    | 1813                               | Fachwerkhaus, teilweise massiv, bezeichnet 1813, Gefache und Mauerwerk mit Sgraffiti, 1921 | Fotos hochladen                |
| Brunnen     | Brunnenstraße, gegenüber Nr. 14 Lage    | zweite Hälfte des 19. Jahrhunderts | gusseiserner Laufbrunnen, zweite Hälfte des 19. Jahrhunderts                               | weitere Bilder Fotos hochladen |
| Wegekreuz   | nordöstlich des Ortes an der K 128 Lage | zweite Hälfte des 19. Jahrhunderts | Wegekreuz, wohl aus der zweiten Hälfte des 19. Jahrhunderts                                | weitere Bilder Fotos hochladen |